# 東吉嶼燈塔
東吉嶼燈塔（英語：Dongji Island Lighthouse）又稱東吉燈塔，是一座位於臺灣澎湖群島島嶼東吉嶼北角崖頂上的燈塔，隸屬中華民國交通部航港局。

## 沿革
東吉嶼自古為台灣與澎湖群島間之海運貿易轉運站，島嶼周圍為澎湖水道海域
，早期因受到暗礁影響，導致時常發生船難事件，1911年日人選定東吉嶼興建燈塔，希望可以改善當地海域航行安全。東吉嶼燈塔是日人在澎湖群島所興建的第二座燈塔，塔身最初為圓筒狀鐵塔。後於1911年8月13日正式啟用，不過周圍海域航道安全仍然不見改善。1930年代，為加強燈塔的守護功能，在1937年將原本的鐵造燈塔拆除，重新改建為鋼筋混凝土結構的圓塔，並改漆為黑白相間條紋，以加強船隻注意。新塔最後於1938年6月15日啟用。
第二次世界大戰期間，因受到空襲因素影響停止發光，惟燈器並無重大損害，戰後隨即修復放光，並經過了歷次更換設備、翻修，繼續發光至今。2001年，東吉嶼燈塔於中華民國各縣市所舉行的「歷史建築十景徵選活動」中，獲選為澎湖縣歷史建築十景之一。

## 燈塔行政諸元
- 塔高：24.4公尺。
- 塔身塗色・構造：黑白色平行橫條紋混凝土圓塔
- 燈高：67.1公尺以高潮面至燈火中心計。
- 燈器：三等旋轉透鏡煤油白熱燈
- 光力：200,000燭光。
- 公稱光程：21.5浬。
- 管轄機關：燈塔原為中華民國財政部關務署管理，已於2013年1月1日轉交由中華民國交通部航港局管轄。
- 人員編制：有。
- 開放參觀與否：否

## 外部連結
- 交通部航港局-東吉嶼燈塔 （页面存档备份，存于）
- 東吉嶼燈塔 （页面存档备份，存于）
- 東吉燈塔 - 海洋國家公園管理處 （页面存档备份，存于）